# Biscoito de goma

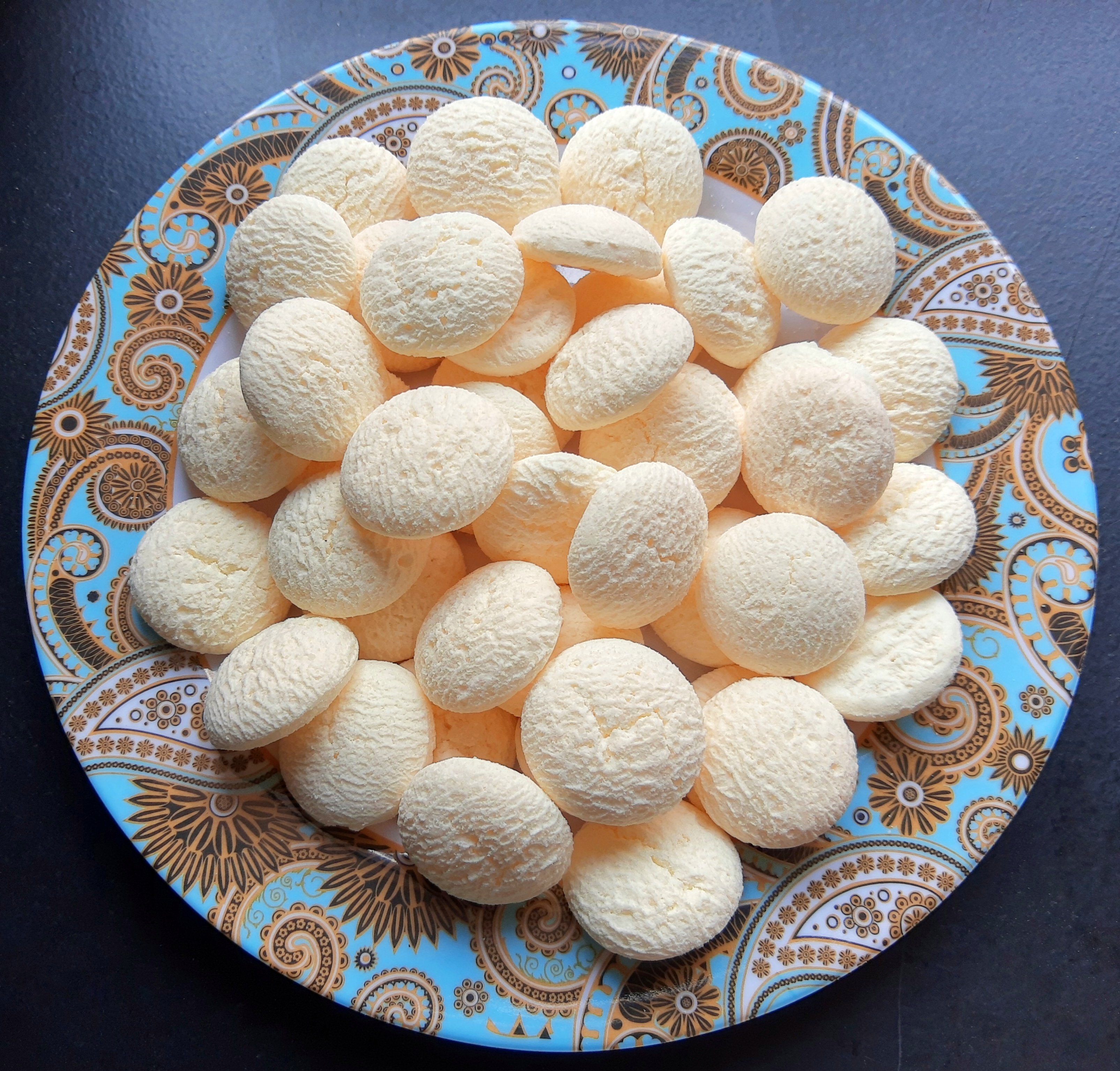
Sequilhos

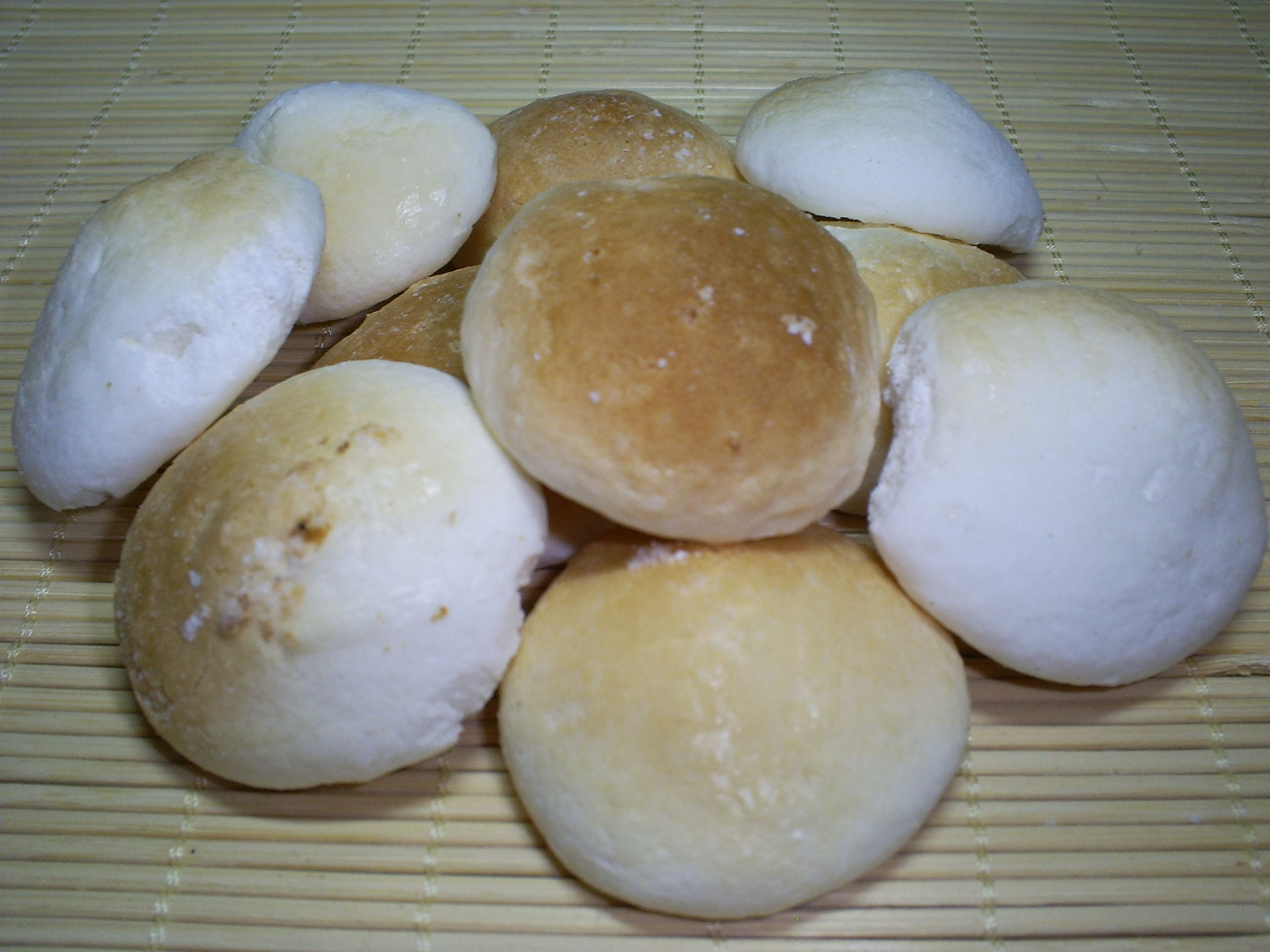
Bolachinha de Goma

Biscoito, bolacha, bolinho, "bulim" (no Ceará), saquarema, sequilho ou raivinha de goma é um biscoito seco e doce, feito de goma de mandioca, açúcar, manteiga, ovos, leite de coco e fermento químico; de produção predominantemente artesanal. Elaborados principalmente nos períodos festeiros da região nordeste, é um importante produto para geração de renda das famílias sertanejas.
Sua feitura consiste em três etapas: preparação, descanso e abertura da massa; modelagem e corte da massa em pequenos ou médios formatos e o cozimento dos biscoitos. Inicialmente todos os ingredientes são misturados de forma homogênea; a massa é deixada descansar por um dia para ganhar consistência; modelada em pequenos formatos florais, redondos, achatados, ovalados ou compridos; marcados suavemente com um garfo e assados.
Em algumas regiões, a massa em preparação é denominada pelas biscoiteiras de “raiva”, pelo seu modo de preparo difícil e pelo longo tempo de descanso necessário.